# Jusqu'à toi
Pour plus de détails, voir Fiche technique et Distribution.
Jusqu'à toi est un film franco-canadien réalisé par Jennifer Devoldère, sorti en 2009.

## Synopsis
Chloé, 26 ans, vit seule à Paris, entre une voisine envahissante et une collègue mesquine. L'américain Jack, largué par sa copine, gagne un séjour à Paris. Chloé va alors, par un heureux hasard, récupérer la valise de celui-ci, et tomber amoureuse de son contenu...

## Fiche technique
- Titre : Jusqu'à toi
- Autres titres : C'est toujours mieux quand on sourit sur la photo, Shoe at your foot
- Réalisateur : Jennifer Devoldère
- Assistant réalisateur : Daniel Dittmann
- Scénariste : Jennifer Devoldère
- Directeur de la photographie : Arnaud Potier
- Décors : Hervé Gallet
- Costumes : Alix Deschamps
- Son : Pascal Armant
- Perchman : Fabrice Grizard
- Producteurs : Nicolas Duval Adassovsky, Bruno Chiche, Yann Zenou, Maxime Remillard, André Rouleau
- Société de distribution : Mars Distribution
- Pays de production :  France et  Canada
- Langue : français, anglais
- Genre : comédie romantique
- Durée : 80 minutes
- Tournage : en 2008 à Montréal, l'Aéroport de Paris-Charles-de-Gaulle et à Paris.
- Date de sortie : 29 juillet 2009

## Distribution
- Mélanie Laurent : Chloé
- Justin Bartha : Jack
- Valérie Benguigui : Myriam
- Yvon Back : Didier
- Billy Boyd : Rufus

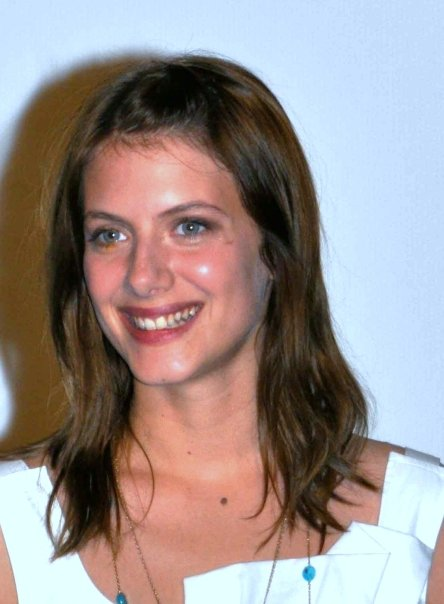
L'actrice principale Mélanie Laurent en 2009.

- Maurice Bénichou : le Réceptionniste de l'Hôtel Favard
- Géraldine Nakache : Josée
- Dorothée Berryman : la Mère de Jack
- Jackie Berroyer : le Père de Chloé
- Éric Berger : Jérôme
- Arié Elmaleh : Pedro
- Jeanne Ferron : la Femme de chambre de l'Hôtel Favard
- Jessica Paré : Liza
- Joséphine de Meaux : l'Hôtesse au sol
- Lannick Gautry : Jeff
- Andrew Greenough : Pat
- Tanya Blumstein : Annette
- Jérôme Benilouz : Richard
- Mikaël Chirinian : Greg
- Charline Paul : Jeanne
- Emilie Caen : Caren

## Autour du film
- Premier long-métrage pour Emilie Caen.
- Box office  France : 72197 entrées 11 août 2009